# Zeche Neu-Haßlinghausen
Die Zeche Neu-Haßlinghausen in Sprockhövel ist ein ehemaliges Bergwerk im Ortsteil Haßlinghausen. Das Bergwerk war eine Eisensteinzeche und war auch unter dem Namen Zeche Vereinigte Neu-Haßlinghausen bekannt.

## Bergwerksgeschichte
Im Jahr 1858 wurde begonnen, den Förderschacht Sack abzuteufen. Der Schacht wurde nördlich des Schachthauses angesetzt. In diesem Bereich fand man standfestes Gebirge vor. Der Schacht wurde als tonnlägiger Schacht mit einer flachen Teufe von 120 Metern abgeteuft. Der Schacht war rechteckig und hatte eine Breite von acht Metern. Da der Schacht im Flöz Neuflöz abgeteuft wurde, konnten die Kosten für das Abteufen zum Teil aus dem Erlös des beim Teufen gewonnenen Erzes beglichen werden. In den Jahren 1860 bis 1868 wurde sowohl Kohleneisenstein als auch Steinkohle abgebaut. Die abgebauten Erze wurden an die Haßlinger Hütte geliefert. Im Jahr 1867 wurden 886 Tonnen Kohleneisenstein gefördert. Im darauffolgenden Jahr wurden 52 Tonnen Steinkohle gefördert. Im Jahr 1869 wurde eine Pferdeeisenbahn bis zur Zeche Vereinigte Trappe in Betrieb genommen. Ab diesem Jahr fand keine Kohleförderung mehr statt. Nachdem die Haßlinger Hütte stillgelegt worden war, wurde auch die Zeche Neu-Haßlinghausen außer Betrieb genommen.

## Heutiger Zustand
Von der Zeche Neu-Haßlinghausen ist nur noch wenig erhalten geblieben. Der Schacht Sack ist heute Bestandteil des Deutschland-Weges des AK Sprockhövel.